# Hideo Nakata
Hideo Nakata (中田 秀夫?, Nakata Hideo; Okayama, 19 luglio 1961) è un regista giapponese.

## Biografia
Nakata è conosciuto al pubblico occidentale per i film di genere J-Horror Ring (1998), Ring 2 (1999) e Dark Water (2002). Ring in seguito ha avuto un remake statunitense intitolato The Ring nel 2002, stesso destino capitato a Dark Water, che è stato rigirato nel 2005, mantenendo lo stesso titolo Dark Water.
Nakata era stato scelto per girare il film True Believers, che avrebbe dovuto essere il suo primo lavoro in lingua inglese, ma in seguito il progetto venne abbandonato. Tuttavia nel 2005 la DreamWorks gli offrì di girare The Ring 2 che divenne di fatto il suo lavoro di debutto nel mercato occidentale.
Altri lavori importanti di Nakata sono Sleeping Bride del 2000; la sua opera prima Curse, Death and Spirit del 1992 e Chaos del 1999. Nel 2007 dirige Kaidan, una storia di fantasmi giapponese.
Nel 2010 dirige il film I segreti della mente.

## Filmografia

### Regista
- Hontoni atta kowai hanashi - Jushiryō (ほんとにあった怖い話 呪死霊?) (1992)
- Joyū rei (女優霊?) (1996)
- Hoken-shitsu e Rei Video, episodi di Gakkô no kaidan f (学校の怪談f?) – film TV (1997)
- Ring (リング?) (1998)
- Joseph Losey - Yottsu no na o motsu otoko (ジョセフ・ロージー 四つの名を持つ男?) – documentario (1998)
- Ring 2 (リング2?) (1999)
- Glass no nō (ガラスの脳?, Garasu no nō) (2000)
- Sotohiro (2000) – co-regia con Tsugunobu Kotani
- Chaos (カオス?, Kaosu) (2000)
- Sadistic and Masochistic (サディスティック&マゾヒスティック?) – documentario (2000)
- Dark Water (仄暗い水の底から?, Honogurai mizu no soko kara) (2002)
- Last Scene (ラストシーン?) (2002)
- The Ring 2 (2005)
- Kaiki Daisakusen - Second File (怪奇大作戦 セカンドファイル?) – miniserie TV (2007)
- Apparition - Amare oltre la morte (怪談?, Kaidan) (2007)
- L change the WorLd (2007)
- Hollywood kantoku-gaku nyûmon (ハリウッド監督学入門?) – documentario (2009)
- I segreti della mente (Chatroom) (2010)
- The Incite Mill (インシテミル 7日間のデス・ゲーム?, Incite Mill - 7-kakan no desu gemu) (2010)
- The Complex (クロユリ団地?, Kuroyuri danchi) (2013)
- 3.11 go wo ikiru (3.11後を生きる?) (2013)
- Kuroyuri danchi - Joshô (クロユリ団地?) – serie TV, 4 episodi (2013)
- Monsterz (MONSTERZ モンスターズ?) (2014)
- Shinigami kun (死神くん?) – miniserie TV, ep.1x01 (2014)
- Sufferings, episodio di Words with Gods (四苦八苦?) (2014)
- Gekijō rei (劇場霊?) (2015)
- Yo ni mo Kimyô na Monogatari - Eiga kantoku-hen (世にも奇妙な物語?) – film TV (2015)
- Gekijo rei kara no syotaijo (劇場霊からの招待状?) – serie TV, ep. 1x01-1x10 (2015)
- Somewhere in Kamakura (鎌倉にて?) – cortometraggio (2016)
- White Lily (ホワイトリリー?) (2016)
- Mamagoto (ママゴト?) – miniserie TV, 8 episodi (2016)
- Yaneura no koibito (屋根裏の恋人?) – serie TV, ep. 1x01-1x02 (2017)
- Owatta hito (終わった人?) (2018)
- Sumaho o otoshita dake na no ni (スマホを落としただけなのに?) (2018)
- Satsujinki o kau onna (殺人鬼を飼う女?) (2019)
- Sadako (貞子?) (2019)
- Sumaho wo otoshita dake na no ni - Toraware no satsujinki (スマホを落としただけなのに 囚われの殺人鬼?) (2020)
- Remote de Korosareru (リモートで殺される?) – film TV (2020)
- Jiko Bukken - Kowai Madori (事故物件 恐い間取り?) (2020)
- Kyoufu Shinbun (恐怖新聞?) (2020)
- Usogui (嘘喰い?) (2022)
- "Sore" ga iru mori (“それ”がいる森?) (2022)
- I tre giorni dopo la fine (The Days) – miniserie TV, ep. 1x05-1x05 (2023)
- Kinjirareta asobi (禁じられた遊び?) (2023)
- Himitsu wo motta shônen-tachi (秘密を持った少年たち?) – serie TV, ep. 1x01-1x02-1x03 (2023)
- Sumaho o otoshita dake na no ni - Saishusho Final Hacking Game (スマホを落としただけなのに 〜最終章〜 ファイナルハッキングゲーム?) (2024)
- Fushigi Dagashiya Zenitendo (ふしぎ駄菓子屋 銭天堂?) (2024)

### Solo sceneggiatore
- Dark Water, regia di Walter Salles (2005)

### Attore
- Tōkyō biyori (東京日和?), regia di Naoto Takenaka (1997)
- Chi o sū uchū (血を吸う宇宙?), regia di Hirohisa Sasaki (2001)